# Genderidentiteit
Genderidentiteit (of psychologisch geslacht) is het gender waartoe iemand zichzelf rekent. Gender verwijst naar de eigenschappen, gedragingen en rolpatronen die een maatschappij voor elk geslacht heeft bepaald. Op de meeste plaatsen is er een genderdichotomie: een tweedeling tussen mannelijk en vrouwelijk, zowel voor geslacht als genderidentiteit en genderexpressie. In sommige samenlevingen bestaat er een derde geslacht of zijn de categorieën losser.
In maatschappijen met een genderdichotomie is genderidentiteit de mate waarin iemand zich man, vrouw, beide of geen van beide voelt. Voor de meeste mensen komt hun gender en genderidentiteit overeen met hun biologisch geslacht; dit wordt ook wel cisgender genoemd.
Het is echter mogelijk dat iemand die geboren is met mannelijke geslachtsorganen zich toch vrouw voelt; dan kan er sprake zijn van genderdysforie of genderincongruentie. Dit is niet hetzelfde als gendernon-conformiteit, wat inhoudt dat iemand zich niet volgens de genderrol gedraagt die verwacht wordt door de maatschappij.
Het is mogelijk voor transgender personen om met hormonen en/of een of meer geslachtsaanpassende operaties hun lichaam af te stemmen op hun genderidentiteit. Dit staat ook wel bekend als transseksualiteit, maar deze term wordt soms als gedateerd beschouwd. Niet elk transpersoon heeft de behoefte aan een medische transitie.
Ook is het mogelijk dat iemand zich niet man of vrouw voelt, maar een genderidentiteit die daarbuiten valt. Dit wordt non-binair of genderdivers genoemd.

## Betekenis
Gender staat voor de gedrags- en identiteitsaspecten van sekse, ter onderscheiding van lichamelijke en biologische aspecten.
Het begrip gender wordt gebruikt in veel verschillende contexten en het is een politiek beladen begrip, waardoor de betekenis onstabiel is. Maar in de meest algemene definitie refereert gender aan de sociaalculturele aspecten van het man- of vrouw-zijn. Gender staat zo tegenover sekse, dat betrekking heeft op de biologische verschillen tussen mannen en vrouwen. Veelal wordt aangenomen dat Robert Stoller als eerste dat onderscheid tussen gender en sekse maakte, in zijn boek (1968) Sex and Gender: On the Development of Masculinity and Femininity.

## Gender en feminisme

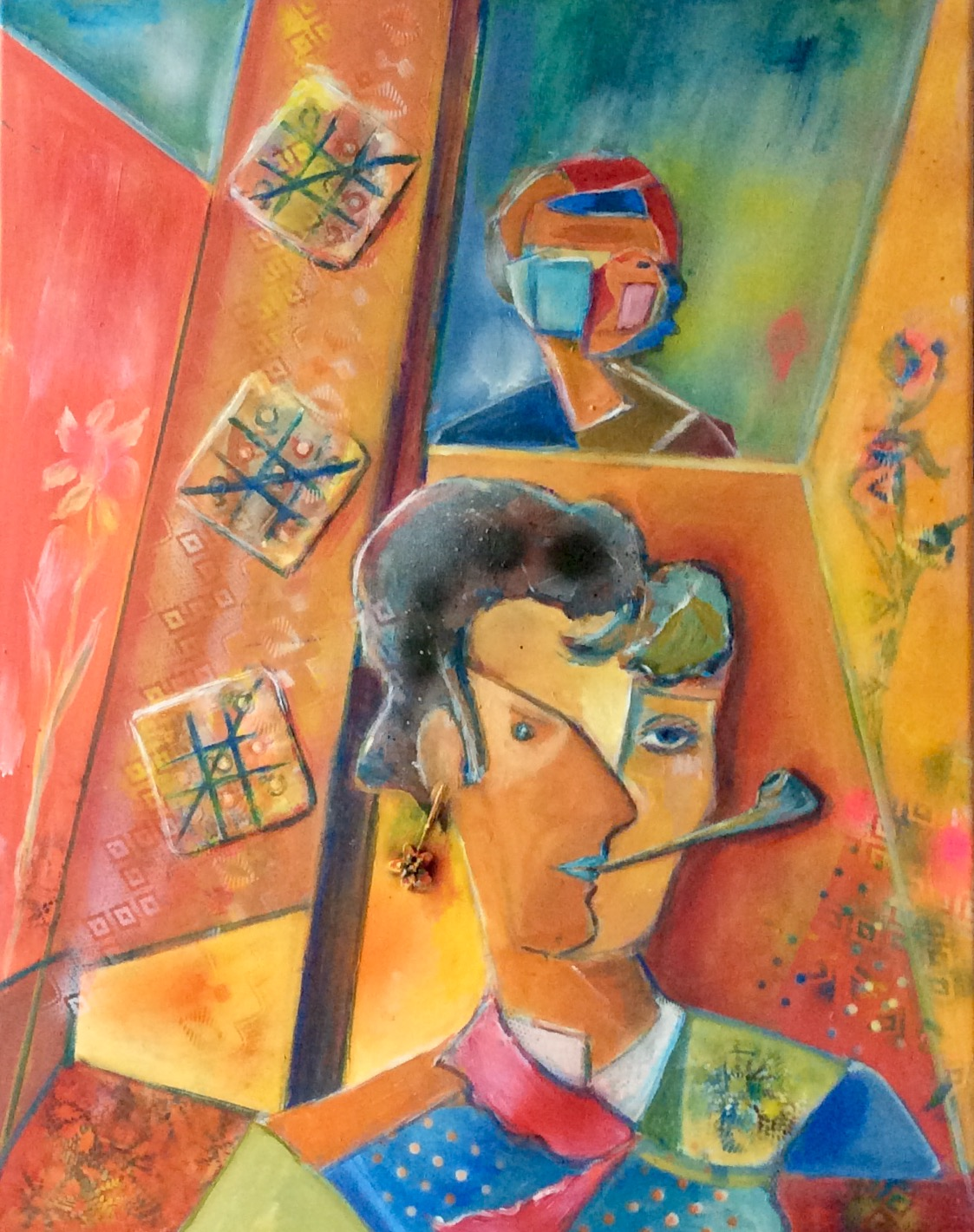
Kunstwerk van Willy Fokke getiteld "gender blender"

De feministische schrijfster die het onderscheid tussen sekse en gender heeft geïntroduceerd in het feministische denken was Ann Oakley, zij schreef de invloedrijke tekst Sex, Gender and Society in 1972. Oakley was de eerste die het concept van gender in verband bracht met een theorie over de ongelijkheid en de onderdrukking van vrouwen. Met hun onderscheid tussen sekse en gender vielen feministen een wereldwijd geaccepteerde theorie aan die stelt dat verschillen tussen mannen en vrouwen ‘natuurlijk’ zijn, dat ze komen door genitale en genetische verschillen en dus onmogelijk te veranderen zijn. Deze theorie over man/vrouwrollen (ontwikkeld door Parsons en Bales (1956)) was, voordat de tweede feministische golf opkwam, het dominante sociologische perspectief in studies naar de relaties tussen mannen en vrouwen. Parsons en Bales opperen dat er in een gezin in een kapitalistisch geïndustrialiseerde samenleving behoefte was aan rolspecialisatie; verschillende sociale functies vereisen verschillende persoonlijke karaktertrekken. De instrumentele rollen waren weggelegd voor mannen in de keiharde wereld van de economische competitie. Daarvoor moesten mannen agressief, meedogenloos en intellectueel zijn. Vrouwen hadden expressieve rollen, waarin ze moesten verzorgen. De rollen waren onderling niet uitwisselbaar. Deze theorie werd onderbouwd door de biologische kijk op de voortplantingsfunctie van vrouwen en hun hormonen, die van hen ‘natuurlijke’ zorgdragers maken. Sociobiologen stelden dat hun rol als ‘jagers’, hun mannelijke fysiek en hun hormonen mannen ‘van nature’ agressief en competitief maken. Deze theorie vormde de rechtvaardiging voor het type gezin dat in de jaren vijftig overheersend was in de Verenigde Staten, het traditionele broodwinner/huisvrouw-gezin.
In het modernisme richtte het feminisme zich zoals gezegd vooral op de ongelijkheid tussen man en vrouw. ‘Verlichting’ was het centrale begrip voor de feministen in de moderne tijd. In het postmodernisme vond er een verschuiving plaats in de feministische analyse van gender. Steeds meer richtten feministen een kritische blik op hun eigen aannames, in plaats van op de genderongelijkheden in de wereld. Feministen werden meer zelfkritisch en reflecteerden op hun eigen procedures.
In 1990 schreef Amerikaans filosofe en feministe Judith Butler het boek Gender Trouble. Hierin betoogt ze dat gender en identiteit niet vastliggen in het brein, maar als het ware worden 'geacteerd', wat gender performativity heet. Ons gender ligt volgens haar niet vast bij de geboorte; mensen krijgen van buitenaf (opvoeding, educatie, media) gewoontes aangereikt die als normaal worden beschouwd en bij hun gender zouden passen. Zij wennen zich deze gewoontes aan, en omdat zij ze blijven herhalen bevestigen ze telkens opnieuw dat ze bij een bepaald gender horen. Dus niet 'ik draag make-up omdat ik vrouw ben' maar 'ik ben vrouw omdat ik make-up draag'.

## Mannen- en vrouwenrollen
Het gebruik van het begrip gender betekent een relativering van de verbinding tussen de biologische status (sekse) en identiteit (zelf-gevoel en uiting daarvan). De invulling van mannen- en vrouwenrollen is in allerlei culturen verschillend. De studies van Margaret Mead (1901-1978) hebben veel bijgedragen aan het inzicht hierin. In de loop van de geschiedenis hebben mannen- en vrouwenrollen een ontwikkeling doorgemaakt.
Gender wordt ook gebruikt als sociologische term om seksegebonden maatschappelijke verschillen mee te kunnen analyseren.

## Studie en instituties
Veel vrouweninstituten veranderden in de jaren negentig en begin van deze eeuw hun identiteit van vrouwenemancipatie-instituut naar genderinstituut of genderstudies. Voorbeelden van deze verandering zijn het Tijdschrift voor genderstudies en het Clara Wichmann Instituut; hoewel dit laatste instituut later in naam een instituut voor 'genderproblematiek' was, bleef het zich volgens de statuten tot de opheffing in 2004 exclusief bezighouden met de belangen van vrouwen. Sommige activiteiten van het instituut zijn na de opheffing overgenomen door de Stichting Proefprocessenfonds Clara Wichmann, later hernoemd naar Bureau Clara Wichmann. Dit bureau heeft in 2020 de statuten aangepast en houdt zich nu expliciet bezig met de belangen van vrouwen, transgender personen en non-binaire personen.
Andere organisaties op dit gebied zijn de Vereniging voor Vrouwengeschiedenis (VVG) en het Europees Instituut voor gendergelijkheid (EIGE).
Als tijdschriften kunnen genoemd worden DinaMiek, dat van 1984 t/m 1999 verscheen, en Historica, tijdschrift voor gendergeschiedenis, dat sinds 1978 uitkomt.

## Wet strafbaarstelling conversiehandelingen
Aanhangig in Nederland is het Voorstel van wet van de leden Paulusma, Becker, Westerveld, Van Nispen en Kostic tot wijziging van het Wetboek van Strafrecht en enige andere wetten in verband met het strafbaar stellen van handelingen gericht op het veranderen of onderdrukken van de seksuele gerichtheid of genderidentiteit (Wet strafbaarstelling conversiehandelingen).
Critici stellen onder meer dat een jongere soms van geslacht wil veranderen om te voorkomen homoseksueel te zijn. Een therapeut zou zich door deze wet belemmerd kunnen voelen in het genezen van deze op zichzelf gerichte homofobie van de jongere, omdat dit zou kunnen worden opgevat als onderdrukking van de genderidentiteit van die jongere.